# بورگ-سن-کریستوف
بورگ-سن-کریستوف (به فرانسوی: Bourg-Saint-Christophe) یک کمون در فرانسه است که در Canton of Meximieux واقع شده‌است.

## خصوصیات
بورگ-سن-کریستوف ۸٫۹۸ کیلومترمربع مساحت و ۱٬۰۹۵ نفر جمعیت دارد و ۲۰۹ متر بالاتر از سطح دریا واقع شده‌است.